# Trenton (Georgia)
Trenton ist eine City im  Dade County im US-Bundesstaat Georgia. Die Einwohnerzahl betrug 2.195 Einwohner im Jahr 2020.
Trenton ist Teil der Metropolregion Chattanooga, Tennessee.
Im April 2011 wurde die Stadt durch einen Hurrikan schwer beschädigt.
Die enthnische Zusammensetzung betrug: 98,09 % Weiße, 0,26 % Afroamerikaner, 0,10 % amerikanische Ureinwohner, 0,41 % Asiaten, 0,05 % aus den pazifischen Inseln.

## Flagge
2001 erregte Trenton durch zwei Entscheidungen in den USA Aufsehen: Einerseits wurde die umstrittene Staatsflagge Georgias, die zwischen 1956 und 2001 geführt wurde, direkt nach ihrer Abschaffung als Flagge der Stadt Trenton angenommen, andererseits wurde in der Stadtverwaltung eine Säule mit den Zehn Geboten aufgestellt.
Die Stadtflagge enthält nun die Flagge der Konföderierten Staaten von Amerika.

## Attraktionen
- Cloudland Canyon State Park

## Verkehrswege
- Interstate 59
- U.S. Route 11
- State Route 136
- Norfolk Southern Railway